# Microhodotermes viator
Microhodotermes viator (лат.) — вид термитов рода Microhodotermes из семейства термиты-жнецы (Hodotermitidae). Обитает в аридных регионах Южной Африки: Намибия и ЮАР. В 2024 году учёные обнаружили древнейшие в мире действующие термитники, оказавшиеся старше человеческой цивилизации. Возраст некоторых конструкций достигает 34 тысяч лет. В них обитает Microhodotermes viator на западе ЮАР.

## Описание
Крупные термиты с развитыми сложными глазами у всех каст. Длина солдат 7—13 мм, рабочие от 6 до 8 мм. Размах крыльев имаго 34—40 мм, длина тела имаго с крыльями 19—22, длина и ширина передних крыльев 16—18 и 3,8—4,5 мм, тело с головой 10—12 мм. Усики имаго 26—27-члениковые.

## Распространение
Распространён в Южной Африке: Намибия и ЮАР (Западно-Капская, Северо-Западная, Восточно-Капская и Северо-Капская провинции).

## Гнёзда
Гнёзда термита-жнеца Microhodotermes viator представляют собой затвердевшие подземные структуры с обширными системами туннелей. Эти гнёзда подробно описаны как по нетронутым гнёздам, так и по гнёздам, обнажившимся в результате эрозии. Выявлены различные проявления этих гнёзд, в том числе покрытые песком насыпи на вершине гнёзд M. viator, известные как «heuweltjies», что на языке африкаанс означает «маленькие холмы». Эти структуры («heuweltjies») описываются как приподнятые насыпи (высотой до 2 м) диаметром от 4 до 40 м, которые встречаются в юго-западных районах суккулентного Кару в Южной Африке.
Западное побережье Южной Африки на более чем 20 % его покрыто подобными почвенными курганами («heuweltjies»), населёнными термитом Microhodotermes viator и обогащёнными почвенным органическим и неорганическим углеродом и растворимыми минералами. Возраст некоторых конструкций достигает 34 тысяч лет. В результате деятельности термитов по сбору урожая более молодой органический материал вокруг гнёзд на глубине более 1 м постоянно обновляется, что приводит к образованию важных резервуаров углерода на глубине. Биотурбация термитами повышает способность системы растворять карбонаты. В центральной, биотурбированной части курганов глубина инфильтрации и растворения кальцита больше, в то время как окружающие почвы испытывают больше поверхностного стока. Кальцитовые термитники представляют собой механизм поглощения CO2 путём растворения и выщелачивания почвенного карбоната-бикарбоната в грунтовые воды.

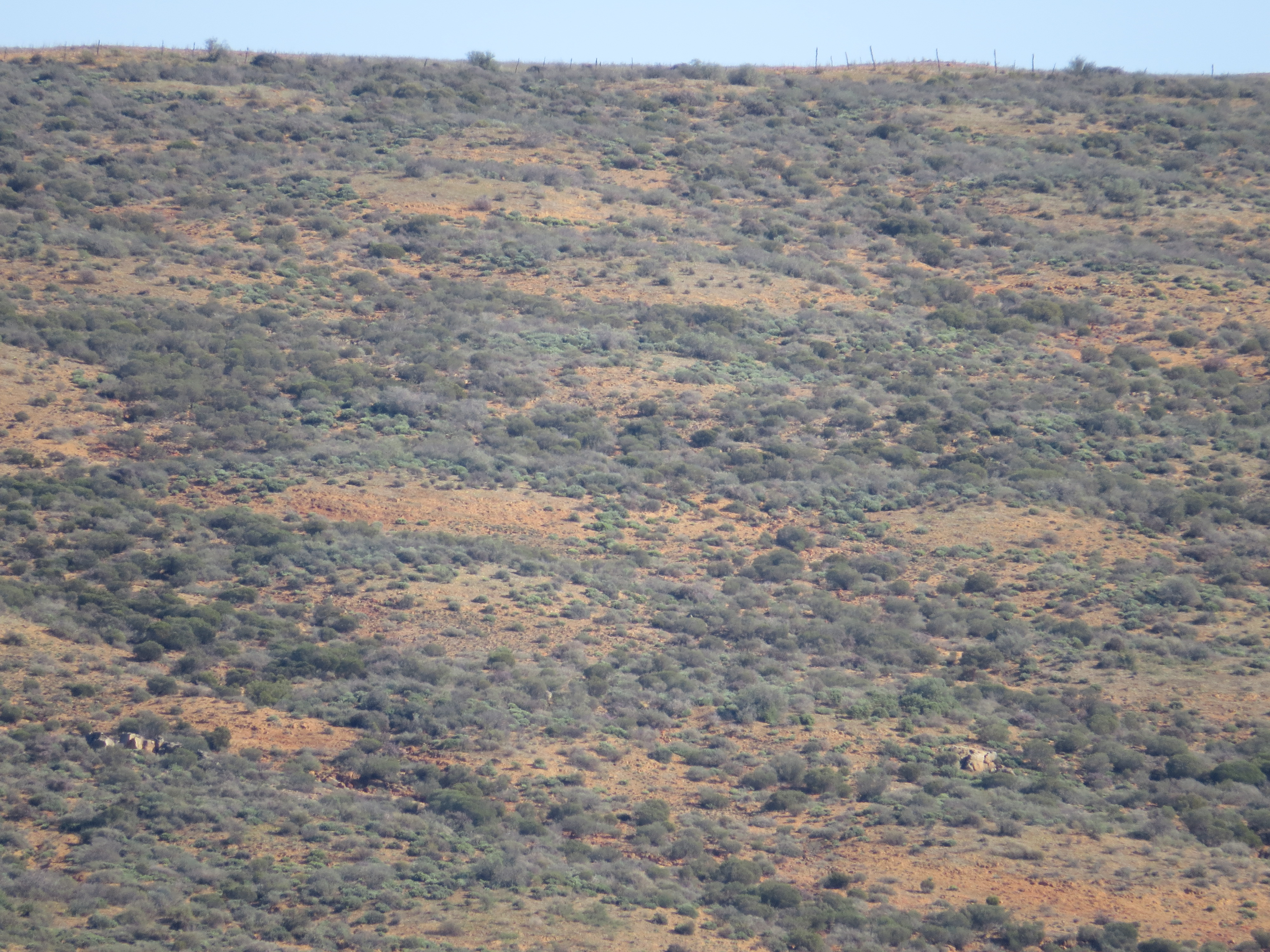
Термитники на склоне холма в ЮАР.

## Таксономия
Вид был впервые описан в 1804 году французским энтомологом Пьером Андре Латрейем, под названием Termes viator Latreille, 1804. В 1858 году включён в состав рода Hodotermes, в 1926 году включён в подрод Hodotermes (Microhodotermes), а в 1946 году в отдельный род Microhodotermes под современным именем Microhodotermes viator.